# A Capable Lady Cook
A Capable Lady Cook è un cortometraggio muto del 1916 diretto e interpretato da Wallace Beery.

## Produzione
Il film fu prodotto dalla Nestor Film Company.

## Distribuzione
Distribuito dall'Universal Film Manufacturing Company, il film - un cortometraggio di una bobina - uscì nelle sale cinematografiche statunitensi il 17 novembre 1916.